# 1926年1月14日日食
1926年1月14日日食是一次日全食，發生於1926年1月14日。新月當天（即朔日），地球上觀測到月球和太阳的角距離極小，此時月球如果恰好在月球交點附近，穿過太阳和地球之間，與地球、太阳接近一直線，則會出現日食。月球本影接觸地表而使該區域完全得不到陽光，就會形成日全食，同時在本影兩側數千公里的半影範圍內遮擋部分陽光，形成日偏食。此次日全食經過了法屬赤道非洲、比屬剛果、英埃蘇丹、英屬烏干達、英屬肯亞、義屬索馬利蘭、英屬塞席爾、荷屬東印度、砂拉越王國、北婆羅洲、美屬菲律賓，日偏食則覆蓋了非洲中東部、亚洲中南部及周邊部分地區。

## 日食概況

### 出現區域
法屬赤道非洲位於今中非共和國境內的部分在日出時最先看到日全食，隨後月球本影向東南進入印度洋，覆蓋了英屬塞席爾（今塞舌尔）的部分島嶼，逐漸轉向東北移動，在迪戈加西亚岛東南約1100公里的洋面達到最大食分。此後本影繼續向東北移動，經過马来群岛的一部分，進入太平洋，在日落時分結束於關島西北約310公里的洋面。
本影經過的陸地包括：
- 法屬赤道非洲（今中非共和國部分）：從瓦卡省東部最先接觸地表，自西北向東南斜貫上科托省南部和姆博穆省中部偏北，經過上姆博穆省西南部；
- 比屬剛果（今刚果民主共和国）：東方省（英语：Orientale Province）東北部；
- 英埃蘇丹（今南蘇丹部分）：擦過西赤道省南端；
- 烏干達保護國（今乌干达）：北部區南部、西部區北部、東部區北部；
- 英屬肯亞（英语：British Kenya）（今肯尼亚）：經過西部省北部，自西北向東南斜貫裂谷省，擦過中部省東北部，斜貫东部省，經過滨海省北部，斜貫东北省南部；
- 義屬索馬利蘭（今屬索马里）：下朱巴州南部；
- 英屬塞席爾（今塞舌尔）：阿米蘭特群島在達羅斯島和聖約瑟夫環礁以南的諸島、奎蒂維島；
- 荷屬東印度（今印度尼西亚）：自西南向東北斜貫今明古魯省、南蘇門答臘省、邦加-勿里洞省的邦加島、西加里曼丹省，擦過東加里曼丹省西北角和北端，斜貫北加里曼丹省；
- 砂拉越王国（今屬馬來西亞）：今砂拉越的詩里阿曼省東南部和加帛省南部；
- 北婆羅洲（今屬馬來西亞）：今沙巴的斗湖省東南角；
- 美屬菲律賓（今菲律賓）：棉兰老穆斯林自治区南部、索科斯克薩爾根中部偏北、北棉兰老東南部、達沃區中部偏北。[3][4]

除了狹窄的全食帶內能看見日全食之外，月球半影覆蓋範圍內都能看到日偏食，包括北非東部、西非東部、中非、南部非洲中北部、东非、希臘東南部、西亚中南部、南亚中南部、中國東南半部、朝鲜半岛、日本中南部、东南亚、澳大利亚西北半部、美拉尼西亞島群中西部、密克羅尼西亞島群西部。

### 基本參數
- 類型：日全食
- 食甚中心處（位於迪戈加西亚岛東南約1100公里的印度洋）資料：
  - 時間：1926年1月14日6:36:33.7
  - 地點：10°8.0′S 82°16.4′E / 10.1333°S 82.2733°E
  - 食分：1.0430（全食帶內最大）
  - 日全食持續時間：4分10.7秒

## 觀測
幾隊天文學家在荷屬東印度蘇門答臘觀測了本次日全食。其中一組來自德国，一組來自荷兰，三組來自美国（美国海军天文台、斯普勞爾天文台和國家標準技術研究所）。路透社記者稱蘇門答臘島上共有50名天文學家。
在巨港的荷兰觀測隊由於雲層覆蓋未能觀測到日食的開始階段。在明古魯省的英国觀測隊領隊報告說，他已經「完成了全部計劃」。報導還特別提及美国海军天文台的觀測地在蘇門答臘東南部的直明丁宜。觀測的目的之一是檢驗阿尔伯特·爱因斯坦的廣義相對論，但陰天給驗證過程帶來了困難。
約翰·米勒率領的美国斯沃斯莫爾學院在明古魯省觀測了日全食。該隊於1925年11月抵達，並花了兩個月安裝觀測設備。除驗證相對論的實驗外，他們還拍攝了其他照片以更好了解日冕成分：「由於日冕距離太陽表面很遠，天文學家認為日冕不像離太陽表面更近的『日珥』那樣由氣體組成。日冕的成分目前尚不明確。」蘇門答臘的實驗幾乎都成功完成了，而美屬菲律賓马尼拉的觀測則因陰天而完全失敗。
荷蘭皇家藝術與科學學院在1924年春季成立了一個委員會，並從1924年4月5日開始開會商討觀測日全食的事宜。最終觀測隊選擇荷屬東印度蘇門答臘島巨港西北郊15公里作為觀測點，而其他組織的觀測隊也有去位於該島西部、天氣略優、日全食持續時間略長一些的明古魯市。1925年11月10日，觀測隊從法国马赛登船經新加坡中轉，在12月4日抵達巨港。在巨港停留的約6週間，天氣變化無常，令事先了解過當地天氣資料的隊員都感到意外。1926年1月14日日全食當天，早晨天空有薄雲，中午前不久時雲層遮住了西邊天空，並在除虧（偏食階段開始）前半小時降下陣雨，此後天氣稍有好轉，但很快捲積雲又遮住了太阳。全食階段儘管用肉眼能透過雲層看到太阳，但拍攝日冕和光譜觀測最終都失敗了。1月16日，觀測隊又乘船前往荷屬東印度首府巴塔維亞（今印尼首都雅加達），主要成員在爪哇島和蘇門答臘東部的德里（今棉蘭）停留數日後乘船返回，在2月14日抵達荷兰。另有一人在爪哇島西部的波斯查天文台觀測南天銀河，直到5月19日才離開爪哇島。

## 相關的日食

### 1924-1928年的日食
月球交替位於相對的月球交點時，以半個交點年（食年），即約177天又4小時間隔出現下列日食。
註：1924年3月5日和1924年8月30日的日偏食屬於上一組交點年系列。1928年5月19日的日全食和1928年11月12日的日偏食屬於下一組交點年系列。
| 升交點   | 升交點                   |          | 降交點                    | 降交點 |
| 沙羅周期 | 地圖                     | 沙羅周期 | 地圖                      |        |
| 115      | 1924年7月31日 偏食（南） | 120      | 1925年1月24日 全食        |        |
| 125      | 1925年7月20日 環食       | 130      | 1926年1月14日 全食        |        |
| 135      | 1926年7月9日 環食        | 140      | 1927年1月3日 環食         |        |
| 145      | 1927年6月29日 全食       | 150      | 1927年12月24日 偏食（南） |        |
| 155      | 1928年6月17日 偏食（北） |          |                           |        |

### 沙羅周期
沙羅週期長度為18年11天。本次日食屬於沙羅週期130，共包含73次日食，依次為1096年8月20日至1457年3月25日的21次日偏食、1475年4月5日至2232年7月18日的43次日全食、2250年7月30日至2394年10月25日的9次日偏食，總共歷時1298.17年。其中最長的全食發生於1619年7月11日，共持續了6分41秒。
下表列舉了1901年至2100年間發生的屬於該周期的日食，是第46至56次：
| 46            | 47            | 48            |
| ------------- | ------------- | ------------- |
| 1908年1月3日  | 1926年1月14日 | 1944年1月25日 |
| 49            | 50            | 51            |
| 1962年2月5日  | 1980年2月16日 | 1998年2月26日 |
| 52            | 53            | 54            |
| 2016年3月9日  | 2034年3月20日 | 2052年3月30日 |
| 55            | 56            |               |
| 2070年4月11日 | 2088年4月21日 |               |

## 資料來源
1. ↑  樊忠玉. . 中国天文科普网.   [2016-03-30]. （原始内容存档于2014-09-17）.
2. 1 2  Fred Espenak. . NASA Eclipse Web Site.   [2016-03-30]. （原始内容存档于2020-10-23）.（英文）
3. ↑  Fred Espenak. . NASA Eclipse Web Site.   [2016-03-30]. （原始内容存档于2020-10-23）.（英文）
4. ↑  Xavier M. Jubier. .   [2016-03-30]. （原始内容存档于2016-10-26）.（法文）（英文）
5. ↑  Fred Espenak. . NASA Eclipse Web Site.   [2016-03-30]. （原始内容存档于2017-12-28）.（英文）
6. 1 2  . Mount Vernon Argus (美国纽约州懷特普萊恩斯). 1926-01-15: 25  [2023-10-17] –Newspapers.com （英语）.
7. 1 2 3  . The Butte Daily Post (美国蒙大拿州比尤特). 1926-01-15: 6  [2023-10-17] –Newspapers.com （英语）.
8. 1 2 3  . The Evening News (澳大利亚悉尼). 1926-01-15: 1  [2023-10-17] –Newspapers.com （英语）.
9. 1 2 3  . Blackwell Journal-Tribune (美国奧克拉荷馬州布萊克韋爾（英语：Blackwell, Oklahoma）). 1926-01-15: 1  [2023-10-17] –Newspapers.com （英语）.
10. ↑  . 費城詢問報 (美国宾夕法尼亚州費城). 1926-01-15: 7  [2023-10-17] –Newspapers.com （英语）.
11. ↑  J. van der Bilt, M. G. J. Minnaert, W. J. H. Moll, A. Pannekoek.  (PDF).   [2016-04-01]. （原始内容存档 (PDF)于2016-10-26）.（英文）
12. ↑  Fred Espenak. . NASA Eclipse Web Site.（英文）

## 外部連結
- NASA日食專頁（页面存档备份，存于）（英文）
- 可見區域圖和時間統計：由弗雷德·埃斯佩纳克做出的日食預報，NASA/GSFC
  - Google互動地圖呈現的日食範圍
  - 貝塞爾元素
- Google地圖顯示的日全食和日偏食範圍（页面存档备份，存于）（法文）（英文）
- 1900-1937年歷次日全食的日冕（页面存档备份，存于），本次拍攝於荷屬東印度蘇門答臘（法文）（英文）

| \| \| 日食 \|                             |                              |                                          |
| 上一次日食： 1925年7月20日日食 （日環食） | 1926年1月14日日食 （日全食） | 下一次日食： 1926年7月9日日食 （日偏食） |
| 上一次日全食： 1925年1月24日日食          | 1926年1月14日日食 （日全食） | 下一次日全食： 1927年6月29日日食         |
|                                           | 日食                         |                                          |